# Bitterfeld (Bitterfeld-Wolfen)
Bitterfeld – dzielnica miasta Bitterfeld-Wolfen w Niemczech, w kraju związkowym Saksonia-Anhalt, w powiecie powiat Anhalt-Bitterfeld. Niegdyś samodzielne miasto, w lipcu 2007 roku połączone administracyjnie z miastem Wolfen w jedną aglomerację o nazwie Bitterfeld-Wolfen. Rok przed połączeniem, Bitterfeld liczyło 15 000 mieszkańców. Pierwszy raz miasto to zostało wspomniane w 1224 roku.
Jest położone w połowie odcinka łączącego Lipsk i Dessau-Roßlau, w odległości 25 km na południe od Dessau-Roßlau i 30 km na północny wschód od Halle (Saale).
W czasach NRD intensywnie był tu rozbudowywany przemysł chemiczny i piętno tamtych czasów przetrwało do początku XXI wieku w postaci bardzo wysokiego poziomu skażenia przemysłowego. Stąd właśnie wywodzi się nazwa dzielnicy.
W Bitterfeld znajduje się stacja kolejowa Bitterfeld.

## Osoby związane z Bitterfeld
- Johann Ernst Altenburg (1736−1801), trębacz i organista
- Arno Werner (1865−1955), nauczyciel, organista i historyk sztuki
- prof. dr Friedrich Wilhelm Thon (1859−1932) filolog germański i klasyczny
- dr Hans-Werner Schmidt (1904−1991) historyk sztuki, dyrektor Muzeum w Brunszwiku
- Adolf Drescher (1921−1967), pianista
- Nikolaus Cybinski (1936−), nauczyciel, autor, ceniony[przez kogo?] twórca aforyzmów
- Prof. dr Lutz Zülicke (1936−), chemik teoretyk, profesor Akademii Nauk NRD, dyrektor Instytutu Chemii Fizycznej Akademii Nauk, profesor Uniwersytetu w Poczdamie
- Kornelia Ender (1958−), wschodnioniemiecka pływaczka

## Współpraca
Miejscowość partnerska:
- Marl, Nadrenia Północna-Westfalia